# Piano astrale

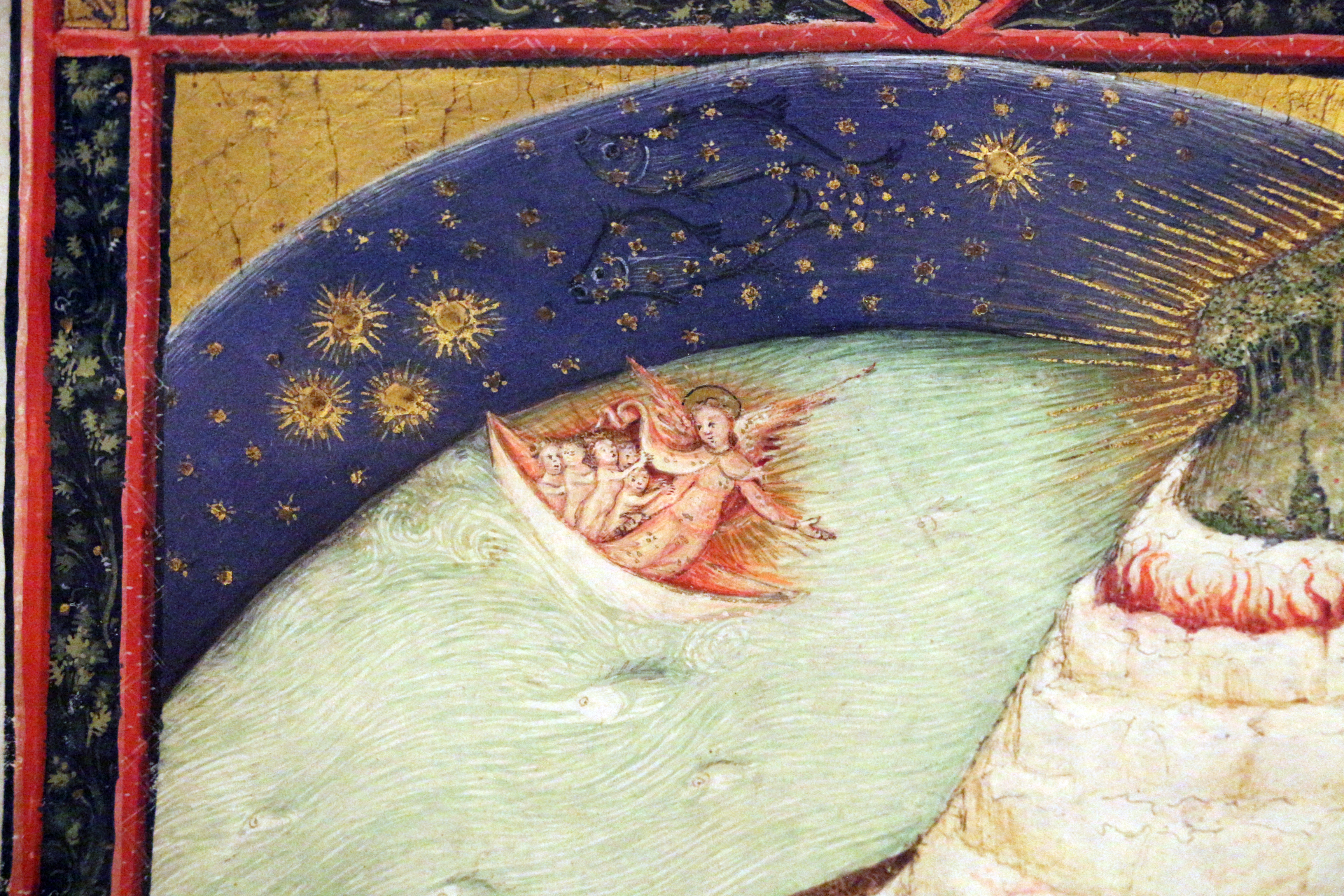
Il Purgatorio dantesco, assimilabile al piano astrale, condizionato dall'influsso delle sfere siderali.

Il piano astrale, chiamato altresì mondo astrale o mondo del desiderio (kamaloka in sanscrito), secondo alcune tradizioni esoteriche, religiose, e parte del pensiero new age, è un luogo metafisico intermedio, in cui la dimensione spirituale superiore si abbassa di livello, tramutandosi in mera energia psichica: si tratterebbe quindi di una sorta di limbo situato tra il mondo dello spirito e quello terrestre.

## Origine e storia del termine
Alla fine dell'Ottocento e agli inizi del Novecento il termine fu reso popolare dalla Teosofia, soprattutto per merito di Annie Besant e Charles Webster Leadbeater, nonché in seguito da Alice Bailey. In questa filosofia, il piano astrale è considerato il primo piano metafisico oltre quello fisico, e precede quello mentale, essendo la sua vibrazione "più densa". A volte viene denominato mondo delle emozioni o mondo dell'illusione, corrisponde al piano karmico di Helena Blavatsky.
Alcuni concetti equivalenti al piano astrale nei vari insegnamenti esoterici sono il Kamaloka dell'Induismo; il Barzakh nell'esoterismo islamico (Sufismo); il Mondo di Asiyah nella Kabbalah (sebbene questo includa talvolta pure il piano fisico), o lo Yetzirah in qualche interpretazione della Kabbalah ermetica; il "mondo dello spirito" nello Spiritismo di Allan Kardec; il "mondo vitale" nella visione di Sri Aurobindo e Mirra Alfassa; la cosmogonia interiore insegnata nel Surat Shabd Yoga.
Nel suo libro Autobiografia di uno Yogi, Paramahansa Yogananda ha spiegato le differenze tra i piani fisico, astrale (Kamaloka) e causale, in base alla filosofia indù tradizionale. Secondo lui, quando una persona muore la sua anima passa al piano astrale, ove raccoglie i risultati delle sue azioni passate o karma, per poi rinascere conseguentemente in un corpo fisico oppure elevarsi al piano causale superiore.

## Il piano astrale e l'esperienza astrale
Secondo alcune religioni, credenze "New Age" o tradizioni mistiche, il piano astrale potrebbe essere "visitato" coscientemente con il "corpo astrale", attraverso pratiche esoteriche iniziatiche, durante il sogno e il sonno, dopo la morte e prima della nascita o in stati alterati di coscienza. 

## Il piano astrale come concetto pseudoscientifico
Il concetto è stato frequentemente ripreso e utilizzato da sostenitori di pratiche alternative, pseudoscientifiche o "New Age", attribuendo allo stesso, o a energie ad esso afferenti, degli effetti o una sussistenza reale,  usato da taluni assertori dell'esistenza di fenomeni paranormali i quali fanno leva sul concetto di piano astrale per spiegare tali fenomeni, come ad esempio le esperienze extracorporee.
Tuttavia ogni asserzione che supponga l'esistenza di un piano astrale non ha alcun riscontro scientifico, al di fuori del valore simbolico-spirituale del concetto..